# 1960 في السنغال
فيما يلي قوائم الأحداث التي وقعت خلال عام 1960 في السنغال.

## سياسة

### تعيين في المنصب
- 6 سبتمبر – ليوبولد سنغور رئيس السنغال.

## مواليد

### فبراير
- 8 فبراير – روجر ميندي لاعب كرة قدم سنغالي.[1]

## وفيات

### نوفمبر
- 13 نوفمبر – غاستون بيرغر (مواليد 1896) فيلسوف فرنسي.[2]